# Communauté rurale de Bona
La communauté rurale de Bona est une communauté rurale du Sénégal située en Casamance dans le sud du pays. Elle fait partie de l'arrondissement de Bona, du département de Boukiling et de la région de Sédhiou.
Les 34 villages de la communauté rurale sont :
- Banoungoune
- Bona
- Boudiogoune
- Boughary
- Briou
- Brosso
- Diaffar
- Dialankine
- Djibaghary
- Djiragone Seckou Diédhiou
- Djiragone Sidou Goudiaby
- Kamangouba
- Kambila
- Kandiong  Niosson
- Kangody
- Kantinko
- Kapoundoune
- Kariatte
- Kilinko
- Mambigné
- Niahoump
- Nimzatt
- Soumboudou F.